# Olympische Jugend-Winterspiele 2016
| Platz                          | Mannschaft           | Gold | Silber | Bronze | Gesamt |
| ------------------------------ | -------------------- | ---- | ------ | ------ | ------ |
| 01                             | Vereinigte Staaten   | 10   | 6      | —      | 16     |
| 02                             | Südkorea             | 10   | 3      | 3      | 16     |
| 03                             | Russland             | 7    | 8      | 9      | 24     |
| 04                             | Deutschland          | 7    | 7      | 8      | 22     |
| 05                             | Norwegen             | 4    | 9      | 6      | 19     |
| 06                             | Gemischte Mannschaft | 4    | 4      | 5      | 13     |
| 07                             | Schweiz              | 4    | 3      | 4      | 11     |
| 08                             | Volksrepublik China  | 3    | 5      | 2      | 10     |
| 09                             | Kanada               | 3    | 2      | 1      | 6      |
| 10                             | Schweden             | 3    | 2      | —      | 5      |
| 11                             | Slowenien            | 3    | —      | 2      | 5      |
| 12                             | Japan                | 2    | 4      | —      | 6      |
| Vollständiger Medaillenspiegel |                      |      |        |        |        |

Die II. Olympischen Jugend-Winterspiele wurden vom 12. bis 21. Februar 2016 in Lillehammer ausgetragen. Dabei fand die Eröffnungsfeier in der norwegischen Kleinstadt exakt 22 Jahre nach der Eröffnung der Olympischen Winterspiele 1994 (damals ebenfalls in Lillehammer) statt. Die Olympischen Jugend-Winterspiele feierten ihr Debüt 2012 in Innsbruck. Lillehammer war der einzige Bewerber um das Event 2016, so dass das IOC der Stadt am 7. Dezember 2011 den Zuschlag gab. Die meisten Sportarten wurden in den Anlagen der Olympischen Winterspiele 1994 ausgetragen, die sich neben Lillehammer auch in Hamar, Gjøvik und Øyer befanden. Der Baubeginn für das olympische Dorf war Sommer 2013. Rund 1100 Athleten aus ca. 70 Nationen zwischen 15 und 18 Jahren kämpften in Lillehammer 2016 um Medaillen. Botschafter der Jugendspiele in Lillehammer waren unter anderem die Ski-Stars Kjetil Jansrud und Lindsey Vonn.

## Maskottchen
Das offizielle Maskottchen der 2. Olympischen Jugend-Winterspiele in Lillehammer war der Luchs „Sjogg“. Es wurde nach dem Hauptbestandteil der Olympischen Winterspiele benannt: Schnee. Laut der offiziellen Beschreibung ist das Maskottchen jung, sportlich, verspielt. Obwohl Luchse eher scheu sind, ist Sjogg sehr gesellig, genießt die Zeit mit Freunden zu verbringen und neue zu gewinnen. Das Maskottchen der Olympischen Jugend-Winterspiele ist das  Resultat eines internationalen Wettbewerbs. Sjogg wurde von der 18-jährigen Line Ansethmoen aus Lillehammer designt.

## Sportstätten
Bei den Olympischen Jugend-Winterspielen in Lillehammer wurden die olympischen Sportstätten von 1994 genutzt. Daneben wurde auch die 2012 eröffnete Curling Hall (in Kristins Hall) genutzt.
Lillehammer:

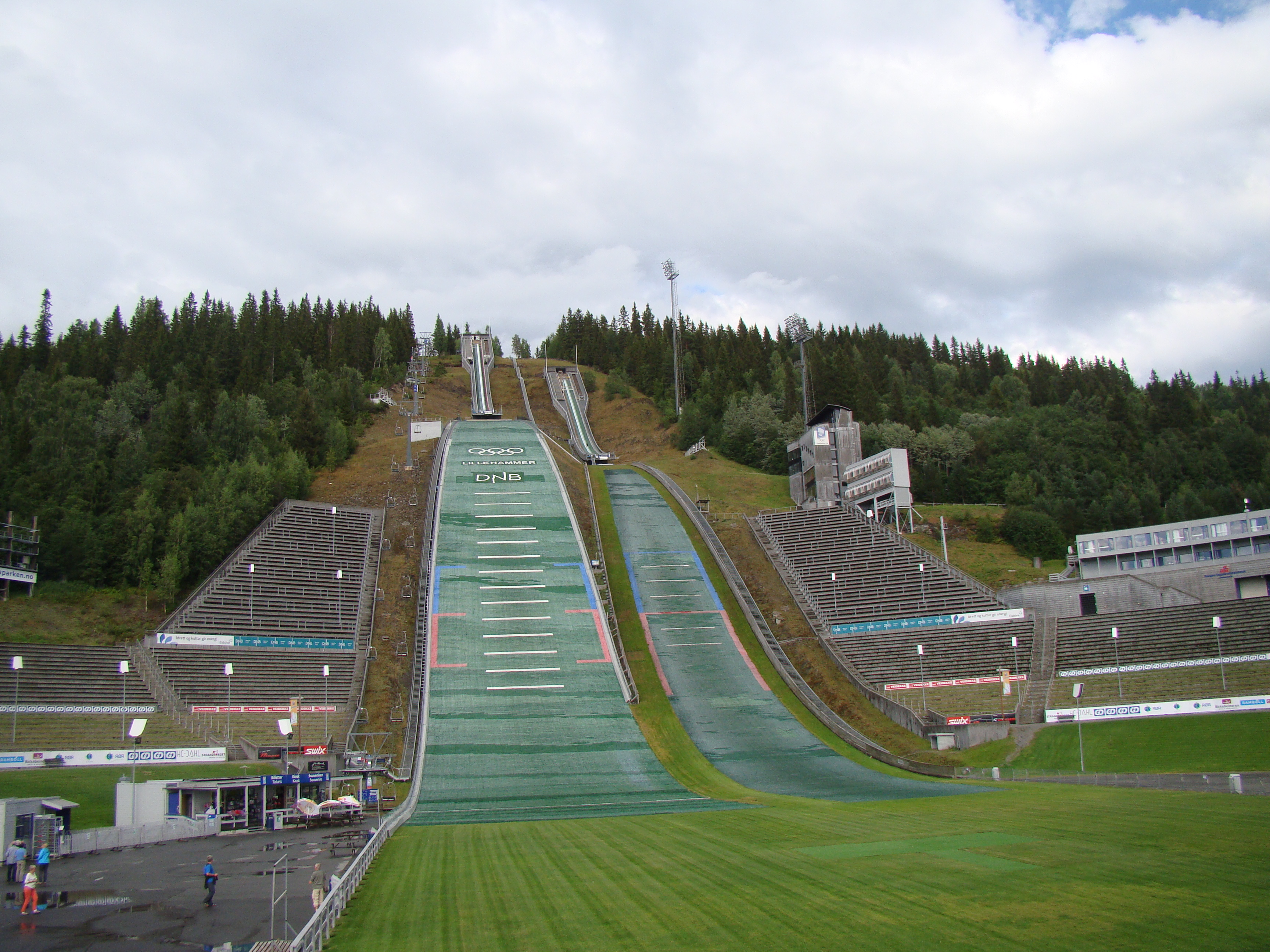
Lysgårdsbakken

- Birkebeineren-Skistadion: Biathlon, Nordische Kombination und Langlauf
- Lillehammer Olympiske Bob- og Akebane: Bob, Rodeln und Skeleton
- Kristins Hall: Eishockey, Curling
- Lysgårdsbakken: Skispringen, Nordische Kombination
- Kanthaugen Freestyleanlegg: Freestyle und Halfpipe-Snowboard
- Stampesletta: Eröffnungs- und Schlussfeier

Øyer:
- Hafjell Alpine Ski Resort: Ski Alpin, Slopestyle Snowboard

Gjøvik:
- Gjøvik Olympiske Fjellhall: Shorttrack

Hamar:
- Nordlyshallen Olympic Amfi: Eiskunstlauf
- Olympiahalle Hamar Vikingskipet: Eisschnelllauf

## Olympisches Jugenddorf
Es gab zwei Olympische Jugenddörfer, eines in Lillehammer (für Wettbewerbe in Lillehammer und Øyer), das andere in Hamar (für Wettbewerbe in Hamar und Gjøvik). Die Gebäude des Dorfs in Lillehammer wurden vor und nach den Spielen als Studentenwohnheim genutzt. Die Håkons Hall wurde als Kantine benutzt. Das Hotel Scandic Hamar bildete das Olympische Jugenddorf in Hamar.

## Teilnehmer
| Afrika (2) | Afrika (2) | Afrika (2) |
| --- | --- | --- |
| - Kenia (1) | - Südafrika (1) | |
| Amerika (148) | | |
| - Argentinien (9) - Brasilien (10) - Chile (8) | - Jamaika (1) - Kanada (54) - Kolumbien (1) | - Mexiko (2) - Vereinigte Staaten (62) |
| Asien (114) | | |
| - China (23) - Chinesisch Taipeh (4) - Indien (1) - Iran (2) - Japan (29) | - Kasachstan (17) - Kirgisistan (1) - Libanon (2) - Malaysia (1) | - Mongolei (2) - Nepal (1) - Osttimor (1) - Südkorea (30) |
| Europa (771) | | |
| - Andorra (2) - Armenien (2) - Belarus (16) - Belgien (9) - Bosnien und Herzegowina (5) - Bulgarien (12) - Dänemark (4) - Deutschland (44) - Estland (17) - Finnland (42) - Frankreich (32) - Georgien (2) - Griechenland (3) - Großbritannien (16) - Irland (1) - Island (3) - Israel (2) | - Italien (37) - Kroatien (7) - Lettland (16) - Liechtenstein (2) - Litauen (10) - Luxemburg (1) - Mazedonien (2) - Moldau (2) - Monaco (1) - Montenegro (2) - Niederlande (13) - Norwegen (73) - Österreich (35) - Polen (21) - Portugal (2) | - Rumänien (22) - Russland (72) - San Marino (1) - Schweden (39) - Schweiz (48) - Serbien (3) - Slowakei (33) - Slowenien (20) - Spanien (6) - Tschechien (43) - Türkei (13) - Ukraine (23) - Ungarn (15) - Zypern (1) |
| Ozeanien (28) | | |
| - Australien (17) | - Neuseeland (11) | |
| (In Klammern: Zahl der teilnehmenden Athleten) | | |

## Sportarten und Zeitplan
Legende zum nachfolgend dargestellten Wettkampfprogramm:
|  | Eröffnungs- und Abschluss-Zeremonie |  | Qualifikationswettkämpfe | x | Anzahl Finalentscheidungen |

Letzte Spalte: Gesamtanzahl der Entscheidungen in den einzelnen Sportarten
| Eröffnungsfeier         |                         |                         |     |     |     |     |     |     |     |     |     |     |        |
| Biathlon                | Biathlon                | Biathlon                |     |     | 2   | 2   |     | 1   |     |     |     | 1   | 6      |
| Bobsport                | Bob                     | Bob                     |     |     |     |     |     |     |     |     | 2   |     | 2      |
| Bobsport                | Skeleton                | Skeleton                |     |     |     |     |     |     |     | 2   |     |     | 2      |
| Curling                 | Curling                 | Curling                 |     |     |     |     |     | 1   |     |     |     | 1   | 2      |
| Eishockey               | Eishockey               | Eishockey               |     |     |     |     | 1   |     | 1   |     |     | 2   | 4      |
| Eislauf                 | Eiskunstlauf            | Eiskunstlauf            |     |     |     | 2   | 2   |     |     |     | 1   |     | 5      |
| Eislauf                 | Eisschnelllauf          | Eisschnelllauf          |     | 2   |     | 2   |     | 1   |     | 2   |     |     | 7      |
| Eislauf                 | Shorttrack              | Shorttrack              |     |     | 2   |     | 2   |     |     |     | 1   |     | 5      |
| Rennrodeln              | Rennrodeln              | Rennrodeln              |     |     | 1   | 2   | 1   |     |     |     |     |     | 4      |
| Skisport                | Freestyle-Skiing        | Freestyle-Skiing        |     |     | 2   | 2   |     |     |     | 2   |     |     | 6      |
| Skisport                | Ski Alpin               | Ski Alpin               |     | 2   | 2   |     | 1   | 1   | 1   | 1   | 1   |     | 9      |
| Skisport                | Ski Nordisch            | Nordische Kombination   |     |     |     |     | 1   |     |     | 1   |     |     | 2      |
| Skisport                | Ski Nordisch            | Skilanglauf             |     | 2   |     |     | 2   |     | 2   |     |     |     | 6      |
| Skisport                | Ski Nordisch            | Skispringen             |     |     |     |     | 2   |     | 1   |     |     |     | 3      |
| Skisport                | Snowboard               | Snowboard               |     |     | 2   | 2   | 1   |     |     | 2   |     |     | 7      |
| Schlussfeier            |                         |                         |     |     |     |     |     |     |     |     |     |     |        |
| Medaillenentscheidungen | Medaillenentscheidungen | Medaillenentscheidungen | 0   | 6   | 11  | 12  | 13  | 4   | 5   | 10  | 5   | 4   | 70     |
| Februar                 | Februar                 | Februar                 | 12. | 13. | 14. | 15. | 16. | 17. | 18. | 19. | 20. | 21. |        |
|                         |                         |                         | Fr  | Sa  | So  | Mo  | Di  | Mi  | Do  | Fr  | Sa  | So  | Gesamt |

### Innovative Sportbewerbe
Neben den traditionellen Wettbewerben in den olympischen Wintersportarten, wurden auch völlig neue Wettkampfformate bestritten. Disziplinen- und geschlechterübergreifende Bewerbe sowie gemischte Teambewerbe, bei denen Athleten aus verschiedenen Nationen eine Mannschaft bildeten, sollen Teamgeist und gegenseitiges Verständnis der jungen Menschen fördern. Ein Überblick über die innovativen Bewerbe von Lillehammer 2016:
| Disziplin               | Wettbewerb                                                        |
| ----------------------- | ----------------------------------------------------------------- |
| Biathlon                | gemischte Teamstaffel (1 Frau, 1 Junge)                           |
| Bobfahren               | Monobob Frauen & Männer                                           |
| Freestyle               | Ski Slopestyle Frauen & Männer                                    |
| Snowboard               | Snowboard cross Frauen & Männer                                   |
| Langlauf                | Langlauf cross Frauen & Männer                                    |
| Kombinierte Disziplinen | Nordic Team Event (gemischt), Team Ski-Snowboard Cross (gemischt) |